# Saskatchewan Census Division No. 3
Die Census Division No. 3 in der kanadischen Provinz Saskatchewan hat eine Fläche von 18.319,12 km², es leben dort 12.262 Einwohner. 2011 betrug die Einwohnerzahl 12.691. Größter Ort in der Division ist Assiniboia.
Die Census Division wird von Statistics Canada festgelegt und dient nur statistischen Zwecken. Sie hat keinen verwaltungstechnischen Charakter.

## Gemeinden
Von den Gemeinden sind grundsätzlich nur die Citys und Towns verwaltungstechnisch eigenständig. Alle anderen Gemeinden werden durch die jeweilige Rural Municipality in der sie liegen verwaltet.
Towns
- Assiniboia
- Coronach
- Gravelbourg
- Lafleche
- Mossbank
- Ponteix
- Rockglen
- Willow Bunch

Villages
- Hazenmore
- Kincaid
- Limerick
- Mankota
- Neville
- Vanguard
- Wood Mountain

Hamlets
- Bateman
- Congress
- Crane Valley
- Ferland
- Fife Lake
- Mazenod
- Ormiston
- Scout Lake
- Spring Valley
- Viceroy

Special Service Areas
- Aneroid
- Meyronne

## Rural Municipalities
- RM Hart Butte No. 11
- RM Poplar Valley No. 12
- RM Willow Bunch No. 42
- RM Old Post No. 43
- RM Waverley No. 44
- RM Mankota No. 45
- RM Glen McPherson No. 46
- RM Excel No. 71
- RM Lake of the Rivers No. 72
- RM Stonehenge No. 73
- RM Wood River No. 74
- RM Pinto Creek No. 75
- RM Auvergne No. 76
- RM Terrell No. 101
- RM Lake Johnston No. 102
- RM Sutton No. 103
- RM Gravelbourg No. 104
- RM Glen Bain No. 105
- RM Whiska Creek No. 106

## Indianerreservat
Wood Mountain Dakota Sioux Nation
- Wood Mountain 160